# Lucrezia Ruggiero
Lucrezia Ruggiero (Roma, 7 giugno 2000) è una nuotatrice artistica italiana, vincitrice della medaglia d'oro ai mondiali di Budapest 2022.

## Palmarès
- Mondiali

Budapest 2022: oro nel duo misto (programma tecnico) e nel duo misto (programma libero)
Fukuoka 2023: argento nel duo (programma tecnico) e nella gara a squadre (programma tecnico)
Singapore 2025: argento nel duo (programma libero), bronzo nel duo misto (programma tecnico)
- Europei

Roma 2022: oro nel duo misto (programma libero) e nel duo misto (programma tecnico)
Funchal 2025: oro nel duo libero, argento nel duo misto libero, bronzo nel duo misto tecnico
- Giochi europei

Cracovia 2023: oro nel duo misto tecnico, argento nella gara a squadre (programma tecnico), nella gara a squadra (programma libero) e nel duo misto (programma libero), bronzo nella routine acrobatica

### Coppa del Mondo
- 1 podio:
  - 1 vittoria (1 nel duo)

#### Coppa del mondo - vittorie
| Data          | Luogo   | Paese  | Disciplina |
| ------------- | ------- | ------ | ---------- |
| 18 marzo 2023 | Markham | Canada | Duo libero |